# Grekland i olympiska sommarspelen 1936
Grekland deltog i de olympiska sommarspelen 1936 i Berlin med en trupp bestående av 41 deltagare, men ingen av landets deltagare erövrade någon medalj.